# 구두회
구두회(具斗會, 1928년 9월 12일~2011년 10월 21일)는 대한민국의 기업인이다.
경상남도 진주군 지수면 승내리에서 출생하였으며 고려대학교 상학과를 졸업하였다. 이후 락희화학 뉴욕사무소장, 호남정유사 사장, 여수에너지사와 럭키금성상사, 럭키금성경제연구소의 회장 등을 지냈으며 한미경제협의회 회장, 태평양경제협의회 국제회장, 한국무역협회 회장, 한일경제협회 고문 등을 역임하고 2002 월드컵 유치위원장이 되었다. LG 창업고문이며 예스코 명예회장이다.

## 가족관계
- 아버지 구재서(具再書)
- 어머니 진양 하씨(晉陽 河氏)
  - 형님 구인회 (1907년 ~ 1969년)
  - 형수 허을수 (1905년 ~ 1986년)
    - 조카 구자경 (1925년 4월 24일 ~ 2019년 12월 14일)
      - 종손자 구본무 (1945년 2월 10일 ~ 2018년 5월 20일) 전 LG그룹 대표이사 회장
      - 종손녀 구훤미 (1946년 ~ )
      - 종손자 구본능 (1949년 3월 26일 ~ ) 현 희성그룹 회장, 전 KBO 총재
      - 종손자 구본준 (1951년 12월 24일 ~ ) 현 LX그룹 회장
      - 종손녀 구미정 (1957년 5월 7일 ~ )
      - 종손자 구본식 (1958년 6월 28일 ~ ) 현 LT그룹 회장

  - 형님 구태회 (1923년 ~ 2016년)
  - 형수 최무 (1922년 ~ 2012년)
    - 조카 구근희 (1943년 ~ )
    - 조카 구자홍 (1946년 ~ 2022년)
    - 조카 구혜정 (1948년 ~ )
    - 조카 구자엽 (1950년 ~ )
    - 조카 구자명 (1952년 ~ 2014년)
    - 조카 구자철 (1955년 ~ )

  - 형님 구평회 (1926년 ~ 2012년)
  - 형수 문남 
    - 조카 구자열 (1953년 ~ )
    - 조카 구자용 (1955년 ~ )
    - 조카 구자균 (1957년 ~ )
    - 조카 구혜원 (1959년 ~ )

  - 부인 유한선
    - 장녀 구은정 (1961년 ~ )
    - 차녀 구지희 (1963년 ~ )
    - 장남 구자은 (1964년 ~ )
    - 삼녀 구재희 (1967년 ~ )